# Leopoldina María de Anhalt-Dessau
Leopoldina María de Anhalt-Dessau (en alemán, Leopoldine Marie von Anhalt-Dessau; Dessau, 12 de diciembre de 1716-Kolberg, 27 de enero de 1782) fue el noveno vástago del príncipe Leopoldo I de Anhalt-Dessau y de su esposa, Ana Luisa Föhse. Contrajo matrimonio el 13 de febrero de 1739 con el último margrave de Brandeburgo-Schwedt, Federico Enrique (1709-1788). Después de 1788, el castillo de Schwedt fue usado como residencia de verano por la familia real prusiana.

## Descendencia
Tuvo dos hijas:
- Federica Carlota (18 de agosto de 1745-23 de enero de 1808), la última abadesa de Herford.
- Luisa (10 de agosto de 1750-20 de diciembre de 1811), quien desposó a su primo, el príncipe Leopoldo III de Anhalt-Dessau (10 de agosto de 1740-9 de agosto de 1817).

- Datos: Q273068
- Multimedia: Leopoldine Marie of Anhalt-Dessau / Q273068